# Franciszek Sak
Franciszek Sak (ur. 10 lutego 1940 w Nowej Wsi, zm. 1 stycznia 2002) – polski polityk, inżynier, poseł na Sejm X kadencji (1989–1991).

## Życiorys
Ukończył w 1970 studia na Politechnice Warszawskiej, uzyskał tytuł zawodowy inżyniera elektryka. W latach 1970–1976 pracował jako projektant w Miastoprojekcie w Koszalinie, a od 1976 do 1989 w Biurze Projektów Polsport.
W latach 80. działał w NSZZ „Solidarność”, współredagował i kolportował prasę podziemną (w tym „CDN”, „OKO” i „Grudzień ’81 - Gazeta Wojenna”). Należał do Biskupiego Komitetu Pomocy Osobom Pozbawionym Wolności i Ich Rodzinom w Koszalinie, dystrybuował dary z zagranicy. W okresie 1982–1988 kilkakrotnie zatrzymywany, skazywany przez kolegium ds. wykroczeń na karę grzywny. Był członkiem wojewódzkiego Komitetu Obywatelskiego.
W 1989 został posłem na Sejm X kadencji z okręgu koszalińskiego z ramienia KO. W Sejmie należał do Obywatelskiego Klubu Parlamentarnego, działał następnie w Porozumieniu Centrum, Partii Chrześcijańskich Demokratów i Porozumieniu Polskich Chrześcijańskich Demokratów. Wszedł w skład Wojewódzkiej Komisji Weryfikacyjnej funkcjonariuszy Służby Bezpieczeństwa w Koszalinie. W 1991 nabył małą elektrownię wodną w Koszalinie. Od 1998 członek oddziału Stowarzyszenia Osób Represjonowanych w Stanie Wojennym, w latach 1998–2002 był radnym miasta Koszalina z listy „Nasz Koszalin”.
Pochowany na cmentarzu komunalnym przy ul. Gnieźnieńskiej w Koszalinie (kwatera G-9, rząd 23, grób 2).

## Odznaczenia
W 1999 otrzymał Srebrny Krzyż Zasługi. W 2021 odznaczony pośmiertnie Krzyżem Wolności i Solidarności.